# Penal - Debe
Penal - Debe is een regio in Trinidad en Tobago.
Penal - Debe telt 77.756 inwoners op een oppervlakte van 247 km².